# Coutil (textile)

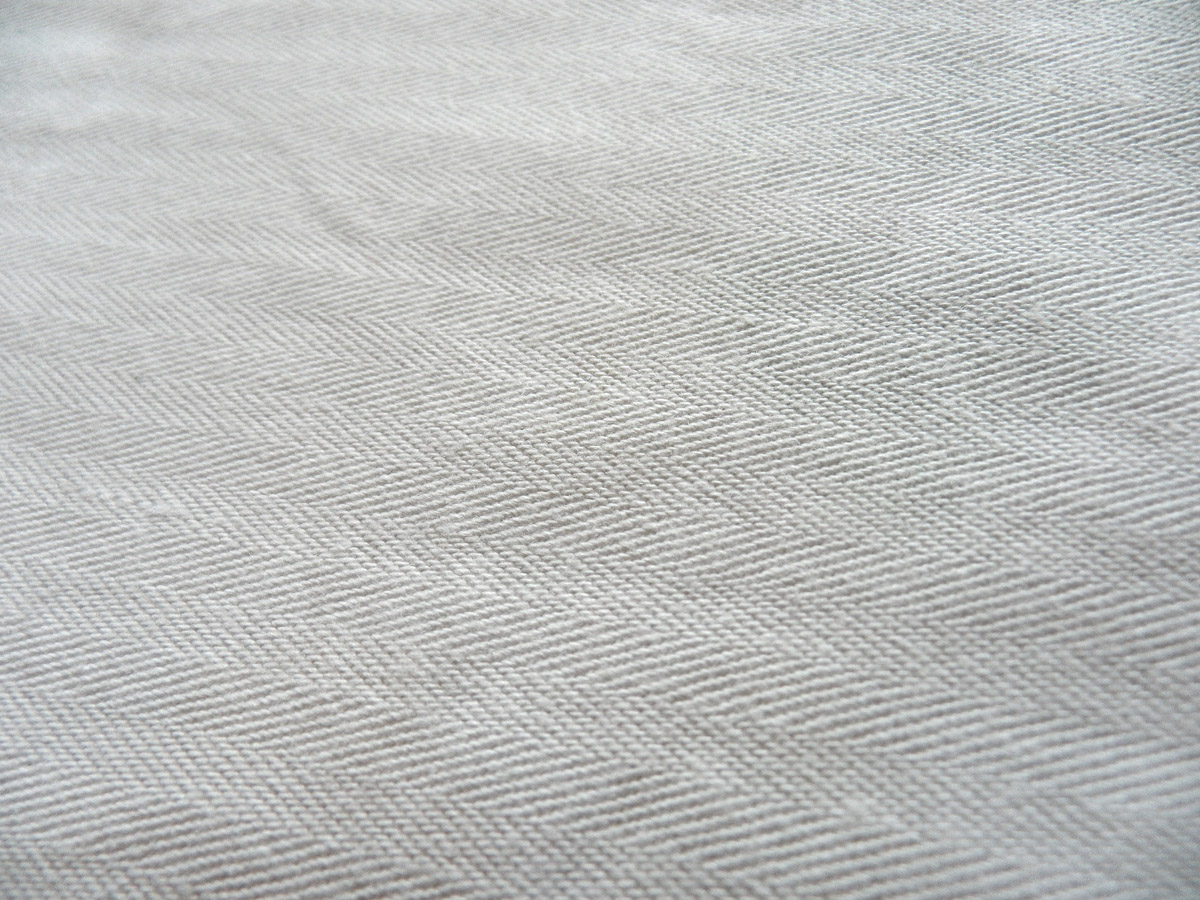
Coutil blanc.

Le coutil (ancien français du XIIIe siècle, keutil) est une toile faite de fil de chanvre ou de lin, souvent mélangée de coton, lissée et serrée. Il est le plus souvent employé dans la confection de matelas et de vêtements robustes.